# Chiesa di San Lorenzo (Villa Lagarina)
La chiesa di San Lorenzo è la parrocchiale a Castellano, frazione di Villa Lagarina, in Trentino. Fa parte della zona pastorale della Vallagarina e risale al XVIII secolo.

## Storia

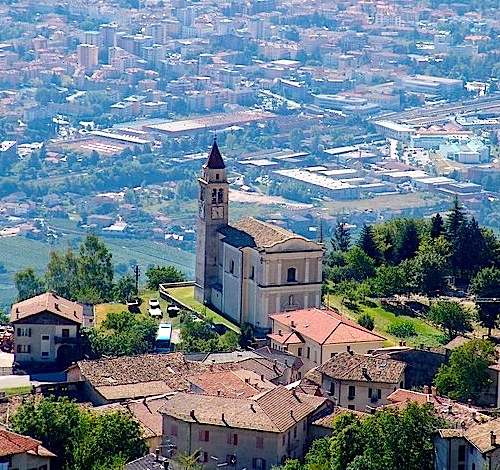
Immagine della chiesa che si affaccia sulla Vallagarina e sulla città di Rovereto

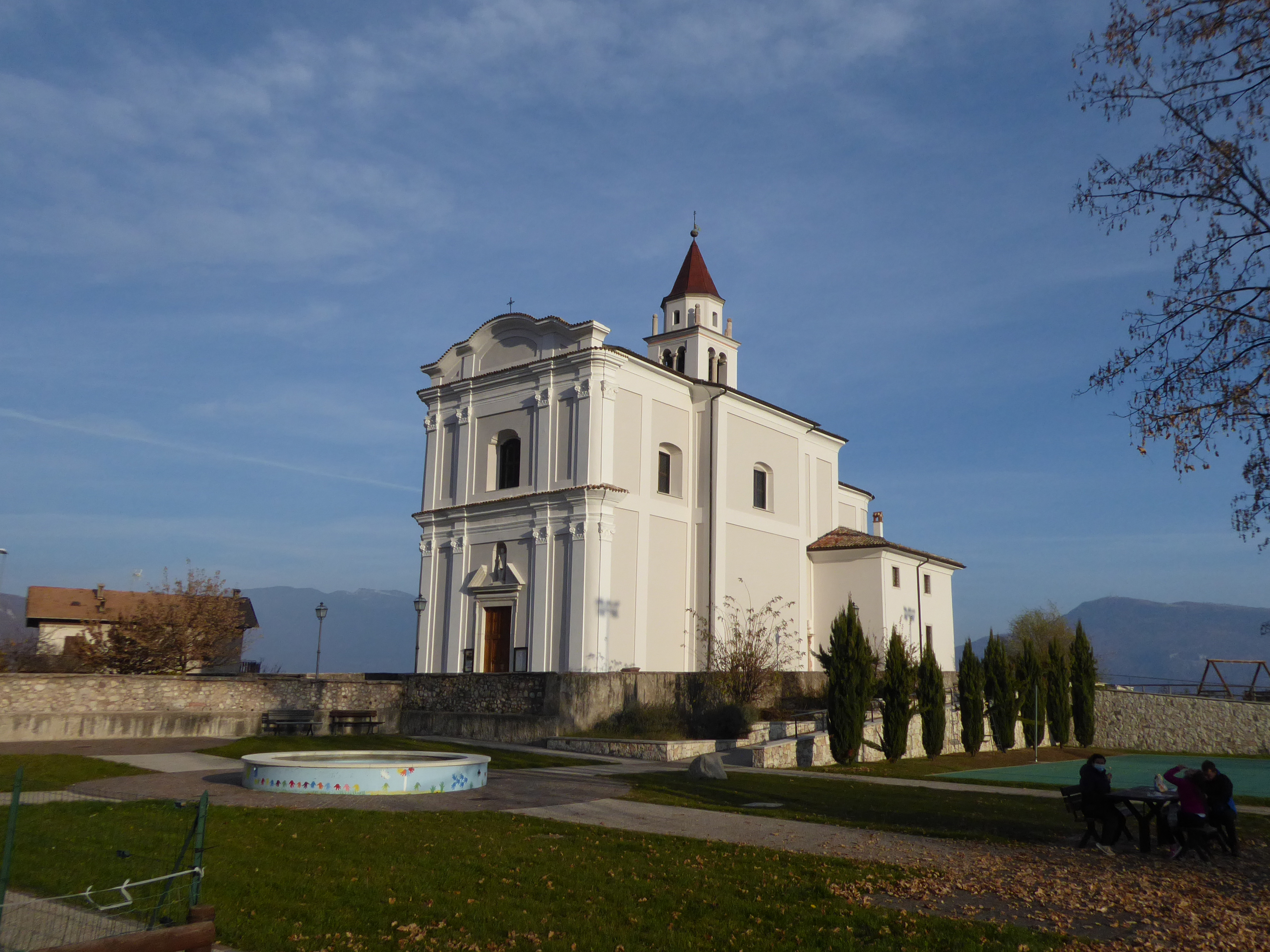
Vista laterale

La chiesa dedicata a San Lorenzo a Castellano venne edificata tra il 1767 ed il 1778 in sostituzione della chiesa della Madonna delle Grazie ormai inadatta alle esigenze della popolazione. Venne inaugurata durante la festività di San Lorenzo con cerimonia solenne anche se alcuni lavori proseguirono per i mesi successivi. Poco tempo dopo il camposanto vicino venne chiuso e ne venne costruito uno nuovo dove stava il vecchio edificio perché il colera, con un'epidemia che aveva colpito la zona, ne aveva reso poco adatto l'utilizzo. Nel 1839 si realizzarono lavori di restauro poi ancora nel 1885 altri interventi. Ebbe dignità di chiesa parrocchiale dal 1919.
Interventi di recupero conservativo si sono realizzati già a partire dal primo dopoguerra poi per tutto il XX secolo e anche nel secolo seguente. Vennero consolidate le fondazioni, rivisto il tetto, restaurati marmi ed intonaci. Furono riparati i danni prodotti da un fulmine e all'interno venne sistemato il pulpito.

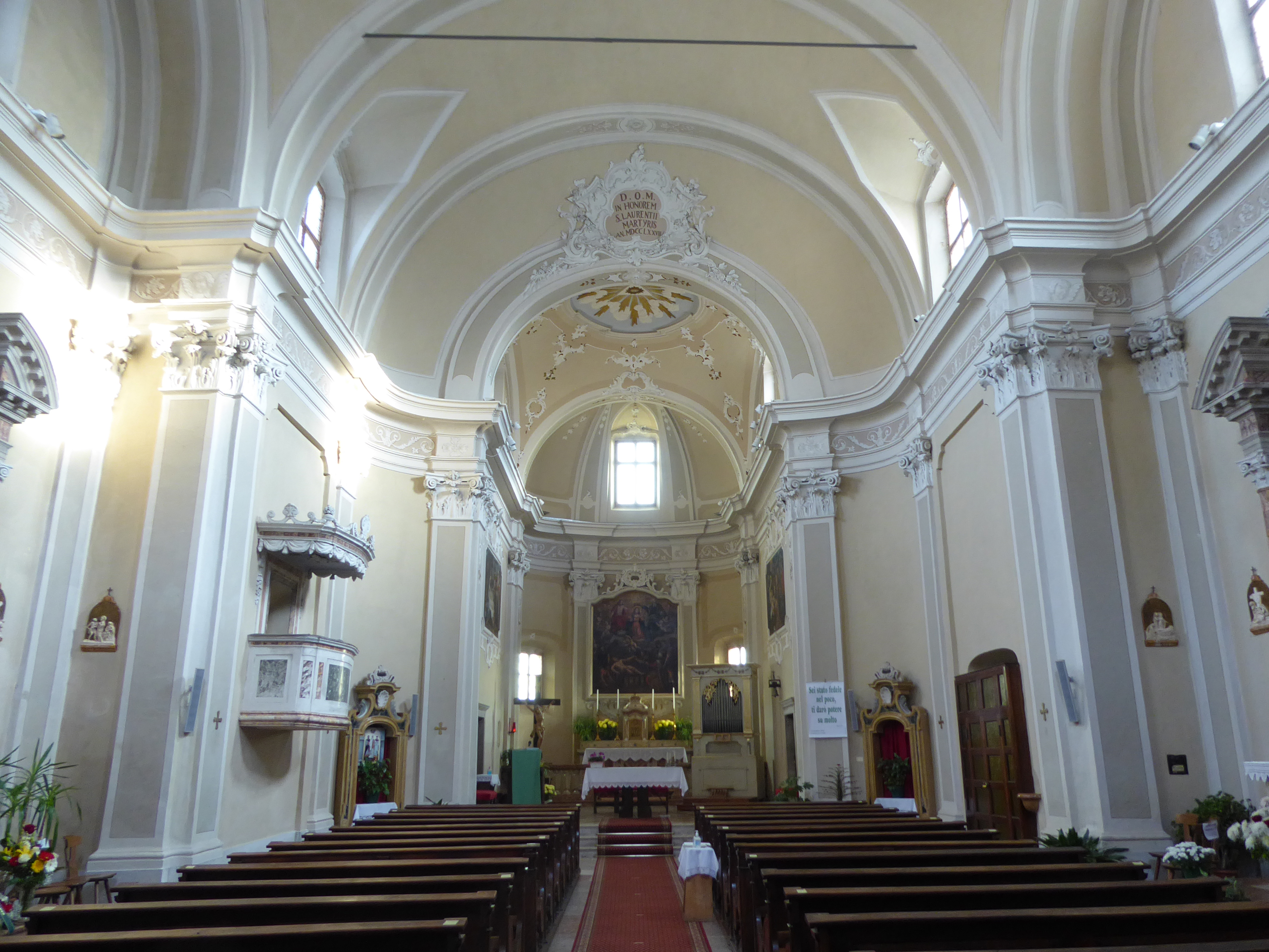
Interno

## Descrizione

### Esterni
L'edificio si affaccia sulla Vallagarina ed ha orientamento tradizionale verso est. Il prospetto principale è suddiviso in due ordini sovrapposti, ognuno dei quali a sua volta è tripartito con lesene. Il frontone superiore è curvilineo e timpanato. Il portale in pietra è architravato e sopra di questo in asse si apre la grande finestra che, nella parte superiore, ricorda il motivo del frontone. La torre campanaria si trova nella parte sinistra dell'edificio, verso la valle.

### Interni
La navata interna è unica, suddivisa in cinque campate, alcune con volta a vela. Il presbiterio si presenta leggermente rialzato e con abside curvilinea. Le decorazioni della sala sono a stucco e ad affresco.